# Bragi Boddason
A l'Edda prosaica, Snorri Sturluson atribueix diversos passatges a Bragi Boddason el Vell (Bragi Boddason inn gamli), un poeta de la cort que va servir a diversos reis de Suècia, Ragnar Lodbrok, Östen Beli i Björn at Hauge que van regnar a la primera meitat del s.XIX. Bragi es considera el primer poeta skaldic, i recordat després pels noms dels seus versos que han sobreviscut a la memòria
Snorri, especialment, ens cita els passatges que pertanyen al Ragnarsdrápa, un poema compost, suposadament, en honor del famós i semillegenda Víquing Ragnar Lodbrók ('Pantalons-peluts') que descriu les imatges en un escut que Ragnar li havia donat a Bragi. Les imatges incloïen la pesca de Jörmungandr per part de Thor, a Gefjun separant Sjælland del terra de Suècia, l'atac de Hamdir i Sorli contra el rei Jörmunrekk, i la batalla eterna entre Hedin i Högni.
A Landnámabók se'ns diu que Bragi es va casar amb Lopthœna la filla d'Erpr lútandi, un altre skald que va servir al rei suec Eysteinn Beli. Ells es troben entre els avantpassats del skald més tardà Gunnlaugr Ormstunga.